# Jasmin Feige
Jasmin Feige (geb. Fischer; * 20. Juni 1959 in Leverkusen; † 19. Juni 1988 bei Kürten) war eine deutsche Weit- und Hochspringerin.
1979 wurde sie bei den Leichtathletik-Halleneuropameisterschaften in Wien Sechste im Hochsprung. Bei den Halleneuropameisterschaften 1981 in Grenoble gewann sie Bronze im Weitsprung und wurde Fünfte im Hochsprung. 
Ebenfalls im Weitsprung wurde sie Achte bei den Halleneuropameisterschaften 1983 in Budapest, Fünfte bei den Halleneuropameisterschaften 1985 in Piräus und Sechste bei den Halleneuropameisterschaften 1986 in Madrid. 
1987 wurde sie deutsche Vizemeisterin im Weitsprung. In der Halle holte sie zweimal den nationalen Titel (1983, 1985) und wurde viermal Vizemeisterin (1984, 1986–1988).
Jasmin Feige startete für die LG Bayer Leverkusen. Sie kam bei einem Motorradunfall auf der Bundesstraße 506 ums Leben. Sie hinterließ eine 1981 geborene Tochter.

## Persönliche Bestleistungen
- Hochsprung: 1,86 m, 18. Mai 1980, Gelsenkirchen
  - Halle: 1,89 m, 6. Februar 1981, Sindelfingen
- Weitsprung: 6,63 m, 21. August 1985, Zürich
  - Halle: 6,71 m, 16. Februar 1985, Dortmund

| Personendaten    | Personendaten                     |
| ---------------- | --------------------------------- |
| NAME             | Feige, Jasmin                     |
| ALTERNATIVNAMEN  | Fischer, Jasmin                   |
| KURZBESCHREIBUNG | deutsche Weit- und Hochspringerin |
| GEBURTSDATUM     | 20. Juni 1959                     |
| GEBURTSORT       | Leverkusen                        |
| STERBEDATUM      | 19. Juni 1988                     |
| STERBEORT        | bei Kürten                        |